# Yoshimi Battles the Pink Robots
Yoshimi Battles the Pink Robots är ett musikalbum av The Flaming Lips som gavs ut 2002 på skivbolaget Warner Bros. Records. Albumet var gruppens tionde studioalbum och är döpt efter den japanska musikern Yoshimi P-We som också medverkar på skivan. På albumet återfinns låten "Do You Realize??" som gavs ut som singel och tillhör gruppens kändaste låtar. Albumet blev framröstat till det tredje bästa i 2002 års Pazz & Jop-lista. Albumet finns med i boken 1001 album du måste höra innan du dör.

## Låtlista
(låtar utan upphovsman inom parentes av The Flaming Lips)
1. "Fight Test" (The Flaming Lips, Dave Fridmann, Cat Stevens) - 4:14
2. "One More Robot/Sympathy 3000-21" - 4:59
3. "Yoshimi Battles the Pink Robots, Pt. 1" - 4:45
4. "Yoshimi Battles the Pink Robots, Pt. 2" - 2:57
5. "In the Morning of the Magicians" - 6:18
6. "Ego Tripping at the Gates of Hell" - 4:34
7. "Are You a Hypnotist??" - 4:44
8. "It's Summertime" - 4:20
9. "Do You Realize??" (The Flaming Lips, Dave Fridmann) - 3:33
10. "All We Have Is Now" - 3:53
11. "Approaching Pavonis Mons by Balloon (Utopia Planitia)" - 3:09

## Listplaceringar
- Billboard 200, USA: #50[3]
- UK Albums Chart, Storbritannien: #13[4]
- VG-lista, Norge: #15[5]
- Topplistan, Sverige: #51[6]